# Ray Romano
Raymond Albert Romano (Queens, Nueva York, 21 de diciembre de 1957) es un comediante, actor y guionista estadounidense. Es conocido por su papel de Ray Barone en la comedia de situación de CBS Everybody Loves Raymond, por la que recibió un premio Emmy, y como la voz de Manny en la serie de películas Ice Age. Creó y protagonizó la comedia dramática de TNT Men of a Certain Age (2009-2011). De 2012 a 2015, Romano tuvo un papel recurrente como Hank Rizzoli, un interés amoroso de Sarah Braverman en la serie de NBC Parenthood. Más recientemente, coprotagonizó la comedia romántica The Big Sick (2017) e interpretó al abogado de la mafia Bill Bufalino en la épica película criminal de Martin Scorsese The Irishman (2019). Desde 2017, Romano ha interpretado a Rick Moreweather en la serie de comedia dramática de Epix Get Shorty.

## Biografía
Raymond Romano nació en Queens, Nueva York, en una familia católica de origen italiano. Comenzó sus estudios en la escuela católica de Forest Hills, y obtuvo su diploma en el Instituto Hill Crest en 1975. Después de un fugaz paso por el Queens College de la City University of New York, abandonó sus estudios para dedicarse a su carrera como humorista, comenzando como monologuista de stand-up comedy, colaborando más tarde en el programa de David Letterman hasta tener su propia serie de televisión, Everybody Loves Raymond, entre 1996 y 2005.
En su vida personal, Raymond Romano, como su personaje de ficción en la serie, está casado (con Anna Scarpulla), tiene una hija (Alexandra, quien en Everybody Loves Raymond interpretó el papel de Molly, la mejor amiga de Ally, hija de Ray) y dos niños gemelos (Matthew y Gregory, nombres que por error o por improvisación reciben los hijos de Ray en el episodio piloto de la serie, antes de pasar a llamarse Michael y Geoffrey en los demás capítulos), y otro hijo llamado Joseph Raymond (lo que lo diferencia de su personaje, Ray Barone, que sólo tiene tres hijos).
Esas no son las únicas similitudes entre Ray Romano y su personaje en Everybody Loves Raymond: A los dos les gusta el golf (Ray Romano es un golfista amateur que participa en torneos benéficos), los dos son seguidores de los New York Mets, los dos tienen un hermano en el Departamento de Policía de Nueva York.

## Carrera profesional
La carrera de Ray Romano como humorista comenzó en el género del monólogo cómico o stand up comedy, género en el que obtuvo varios premios y consiguió apariciones en espacios como Comedy Central o Dr. Katz. Incluso probó como actor principal para una serie de televisión, Joe, pero fue sustituido por otro actor (posteriormente, la serie fue cancelada). 
Fueron dos temporadas y las críticas no fueron hasta la cuarta temporada (1999) las audiencias aumentaron y la serie comenzó a recibir numerosas nominaciones para los Premios Emmy y los Premios del Sindicato de Actores. La serie duró nueve temporadas (hasta 2005), cosechando un total de trece Premios Emmy.
Además de su serie, Ray Romano ha participado en varias películas (Eulogy y Welcome to Mooseport), ha puesto voz al mamut Manny en Ice Age, Ice Age: The Meltdown, Ice Age: Dawn of the Dinosaurs, Ice Age: Continental Drift y Ice Age: Collision Course, ha escrito un libro titulado Everything and a Kite (Todo y una cometa) y ha grabado un CD con actuaciones en directo. También ha hecho apariciones como estrella invitada en programas como El show de Bill Cosby, Hannah Montana, The Office, The King of Queens o Los Simpson, donde aparecía como supuesto amigo imaginario de Homer.

## Filmografía
| Año       | Película                       | Papel                     | Notas        |
| 1995-1997 | Dr. Katz                       | Ray                       | Voz          |
| 1997      | Cosby                          | Ray Barone / Frank Barone |              |
| 1998      | The Nanny                      | Ray Barone / Frank Barone |              |
| 1999      | Becker                         | Ray Barone / Frank Barone |              |
| 2002      | Ice Age                        | Manfred "Manny"           | Voz          |
| 2004      | Bienvenido a Mooseport         | Handy Harrison            |              |
| 2004      | Family Ties                    | Skip Collins              |              |
| 2005      | Los Simpson                    | Ray Magini                | Voz          |
| 1996-2005 | Todos quieren a Raymond        | Ray Barone / Frank Barone | Protagonista |
| 1998-2005 | The King of Queens             | Ray Barone / Frank Barone |              |
| 2006      | Mafiosa                        | Anthony                   |              |
| 2006      | Ice Age: The Meltdown          | Manfred "Manny"           | Voz          |
| 2007      | The Grand                      | Fred Marsh                |              |
| 2008      | The Last Word                  | Abel                      |              |
| 2009      | Ice Age: Dawn of the Dinosaurs | Manfred "Manny"           | Voz          |
| 2011      | The Office                     | Merv Bronte               |              |
| 2011      | The Middle                     | Nicky Kohlbrenner         |              |
| 2009-2011 | Men of a Certain Age           | Joe Tranelli              |              |
| 2012      | Ice Age: Continental Drift     | Manfred "Manny"           | Voz          |
| 2014      | Rob the Mob                    | Jerry Cardozo             |              |
| 2012-2014 | Parenthood                     | Hank Rizzoli              |              |
| 2016      | Ice Age: Collision Course      | Manfred "Manny"           | Voz          |
| 2017      | Un amor inseparable            | Terry                     |              |
| 2019      | Paddleton                      | Andy Freeman              |              |
| 2019      | El irlandés                    | Bill Bufalino             |              |
| 2024      | Fly Me to the Moon             | Henry Smalls              |              |

## Premios
- American Comedy Awards: "Mejor interpretación cómica protagonista en una serie de televisión" (2000)
- Premios Emmy: "Mejor Actor Principal en una Serie Cómica" (2002)
- People's Choice Awards: "Actor Favorito de Televisión del Año" (2002, 2003, 2004 y 2006)
- Premios del Sindicato de Actores: "Mejor reparto en una serie de televisión" (2002, compartido con sus compañeros de reparto)
- Premios TV Guide: "Actor del año en una serie cómica" (2001)